# Amalie Thestrup
Amalie Grønbæk Thestrup (født 17. marts 1995) er en kvindelig dansk fodboldspiller, der spiller for Bristol City i FA Women's Championship. Hun har også spillet på flere af de danske landshold.

## Karriere

### Klubber
Efter at have spillet i blandt andet Brøndby og B93 HIK Skjold tilbragte Thestrup godt et halvt år på University of Tennessee og spillede da for universitetets hold. Da niveauet ikke var tilstrækkeligt højt for hende, vendte hun hjem og begyndte snart at spille for Brøndbys førstehold, hvor hun var med til at vinde det the Double i 2015. Da hun den følgende sæson ikke syntes, hun fik spilletid nok, skiftede hun for at få spilletid til Vejle Boldklub, der spillede i en lavere række. Et år senere vendte hun tilbage til hovedstadsområdet, hvor hun skiftede til Ballerup-Skovlunde, som på det tidspunkt spillede i Elitedivisionen.
Her fik hun sit store gennembrud og spillede mange kampe og scorede flittigt. Og efter to sæsoner i BSF fik hun et tilbud fra italienske Roma, som hun accepterede, og hun fik her en masse spilletid. Da hun året efter fik et tilbud, valgte hun at skifte til engelske Liverpool, som ganske vist lige var rykket ud af den bedste række. Efter kun en sæson i den nordengelske klub skiftede Thestrup igen, denne gang til den hollandske klub PSV Eindhoven, hvor hun blev holdkammerat med Caroline Rask, som hun havde spillet sammen med på flere ungdomslandshold. I det sidste halvår af sin toårige kontrakt med PSV blev hun udlejet til West Ham, inden hun i sommeren 2023 skiftede til nyoprykkerne i den engelske kvindesuperliga fra Bristol City. Her fik hun hurtigt succes med fire mål i sine første syv ligakampe.

### Landshold
Hun blev i februar 2019 udtaget af landstræner Lars Søndergaard til A-landsholdet til Algarve Cup 2019 i Portugal. Hun debuterede i 1-0 sejren over Kina 4. marts 2019, hvor hun var med fra start. Hun spillede yderligere en kamp ved denne udgave af Algarve Cup, og hun var igen med ved turneringen året efter, hvor det ligeledes blev til to kampe.
Hun har derudover spillet 35 kampe på flere af ungdomslandsholdene.

## Meritter

### Klubhold
Brøndby IF
- Elitedivisionen
  - Guld: 2015
  - Sølv: 2016
- DBUs Landspokalturnering
  - Vinder: 2015